# Yamaha BT1100 Bulldog

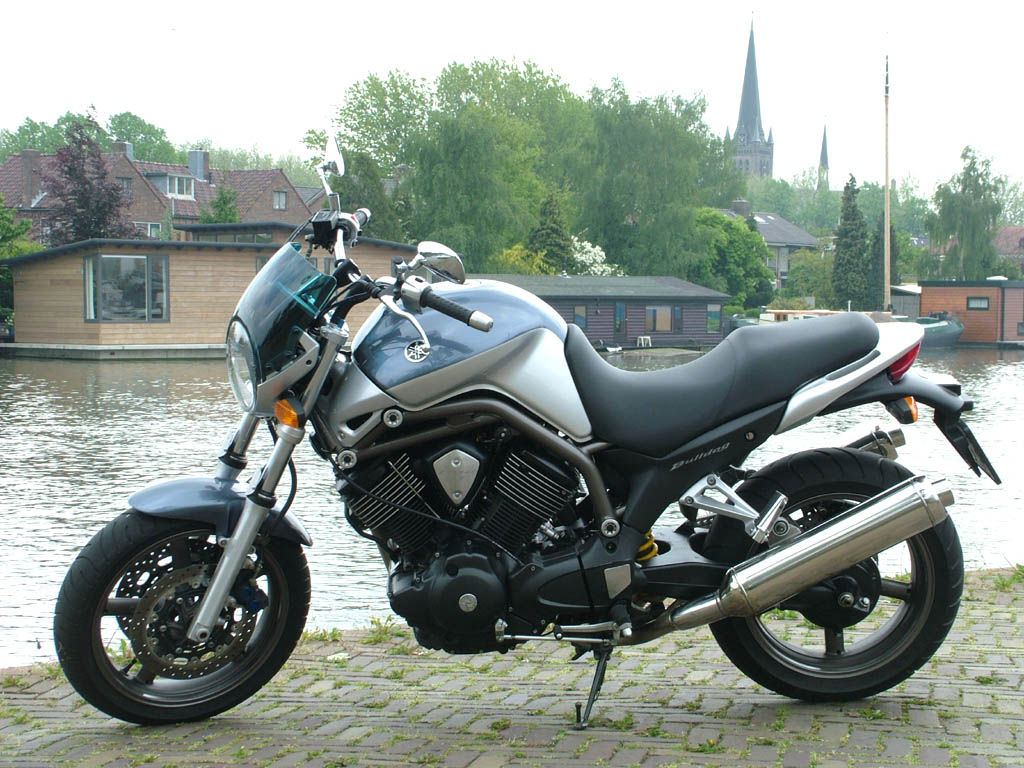
Volledig originele Bulldog

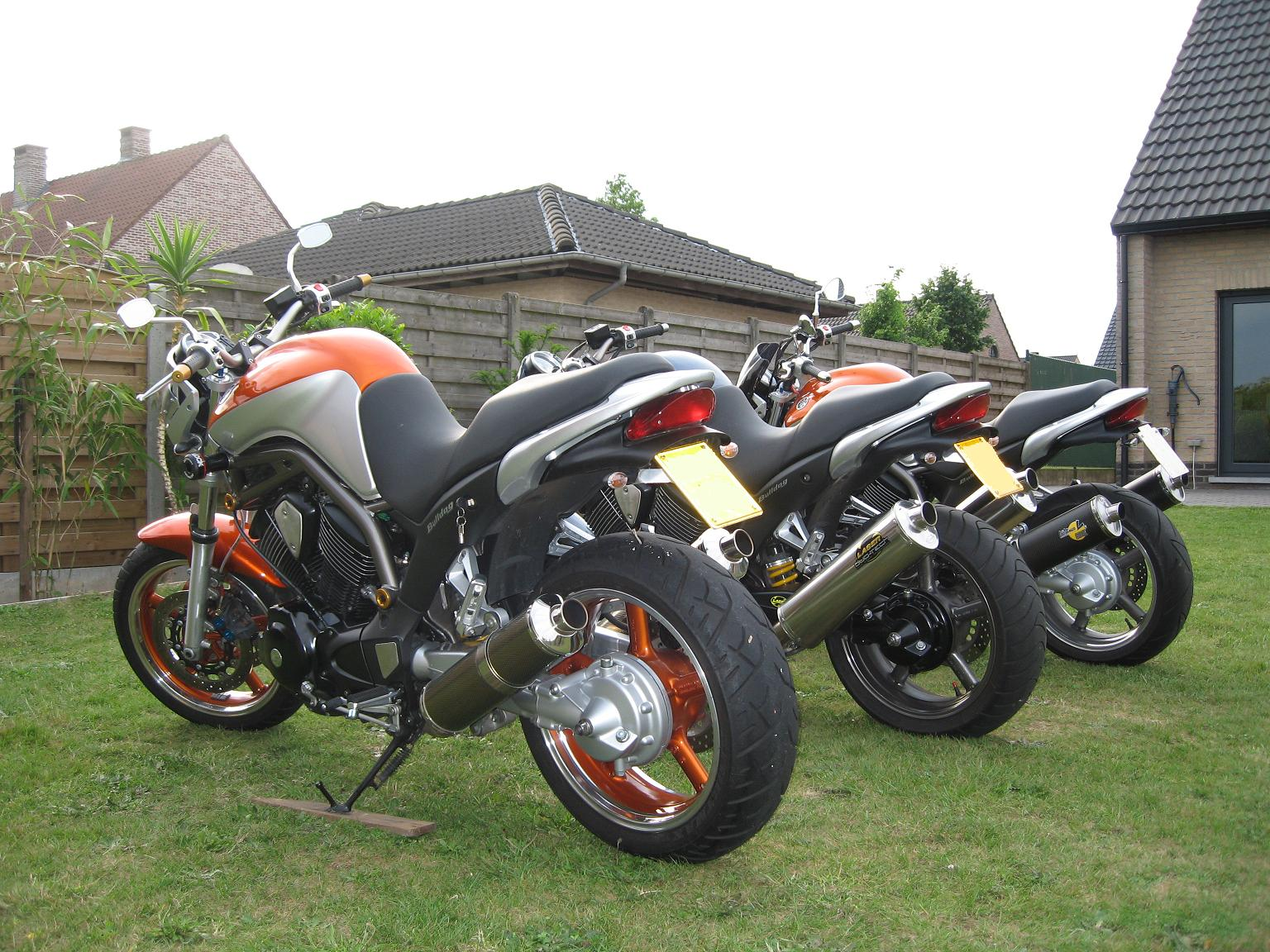
Drie Bulldogs met allerlei optische wijzigingen

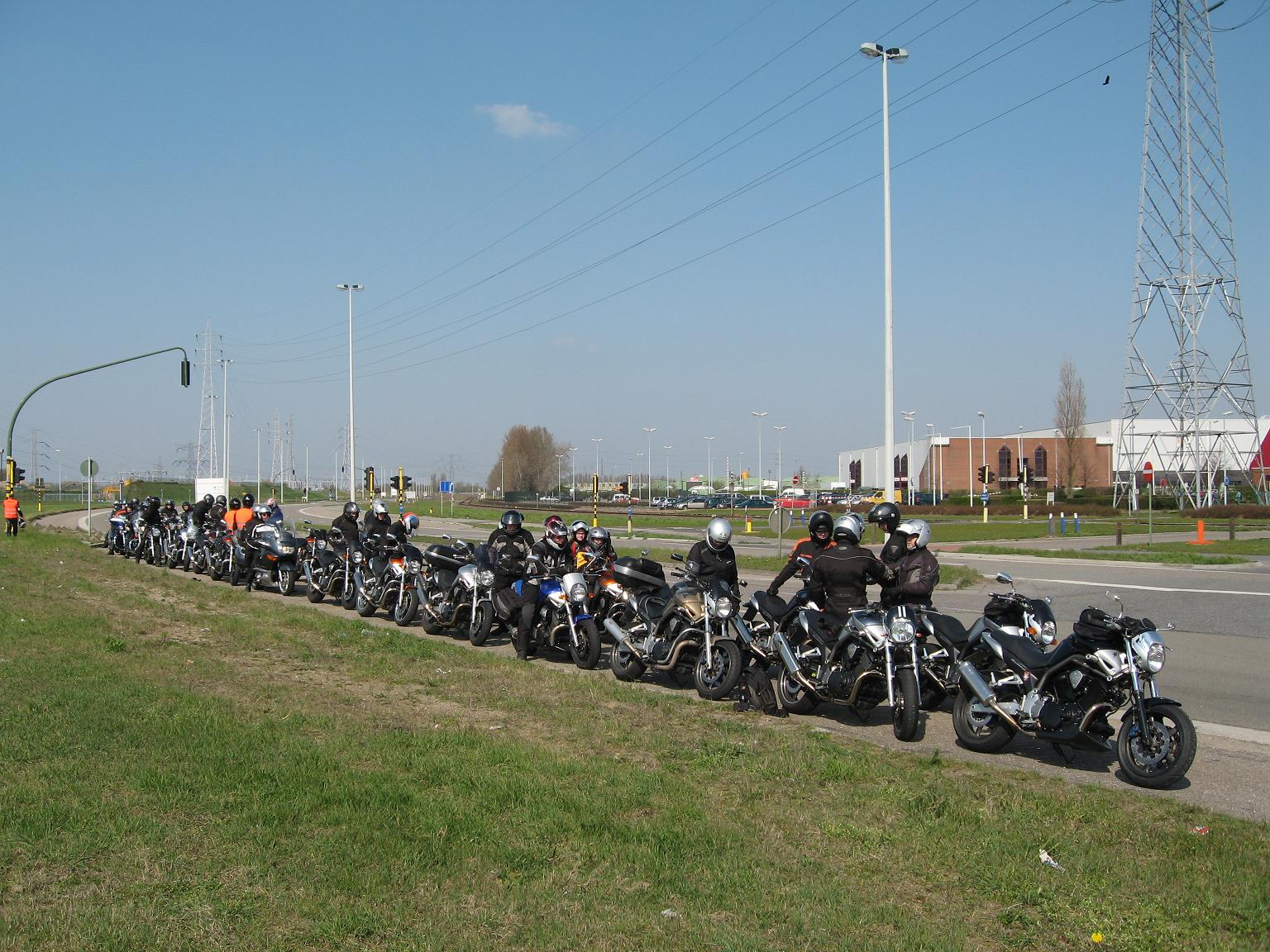
Bulldogtreffen in Antwerpen

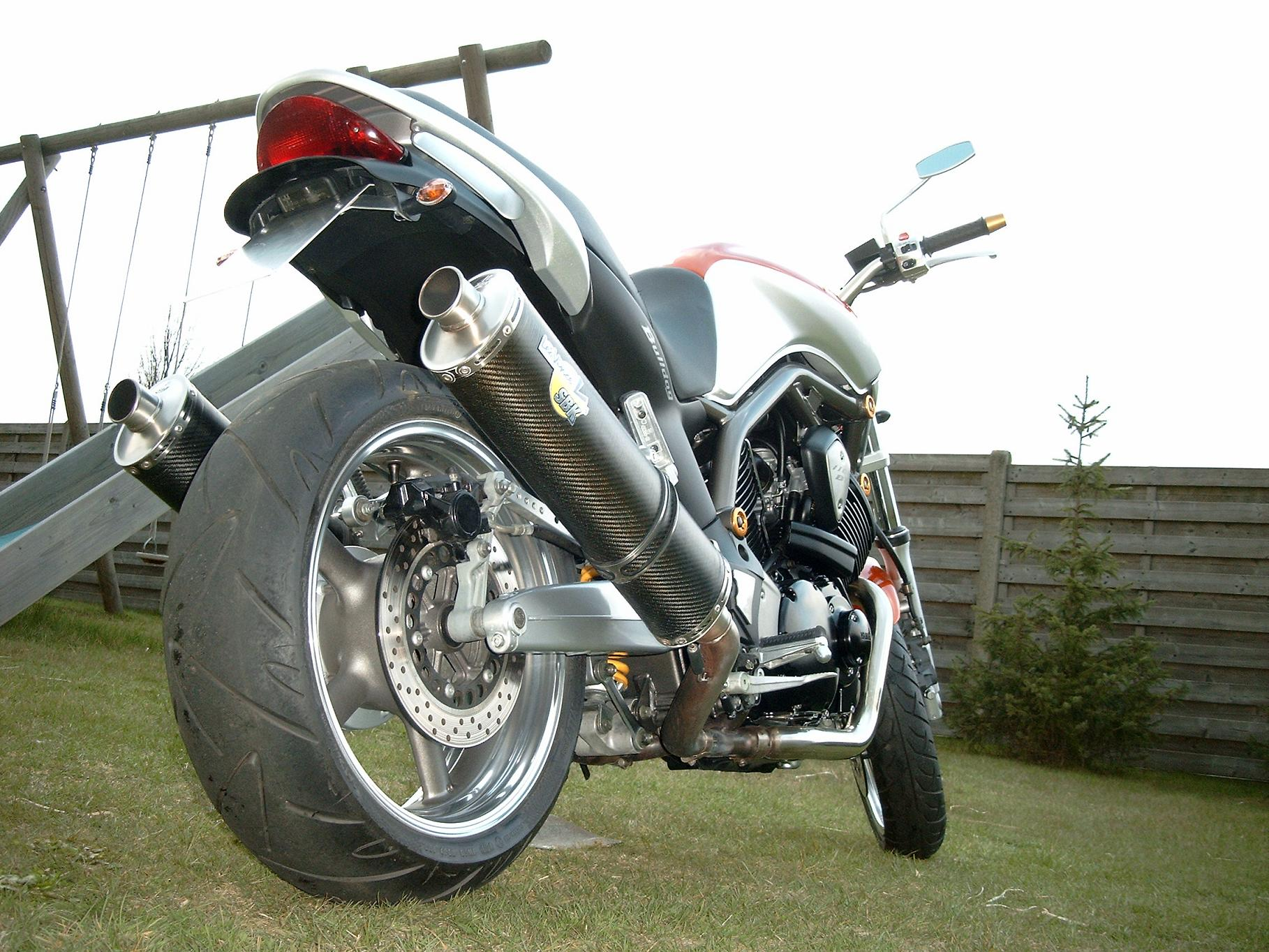
Bulldog met 180mm achterband

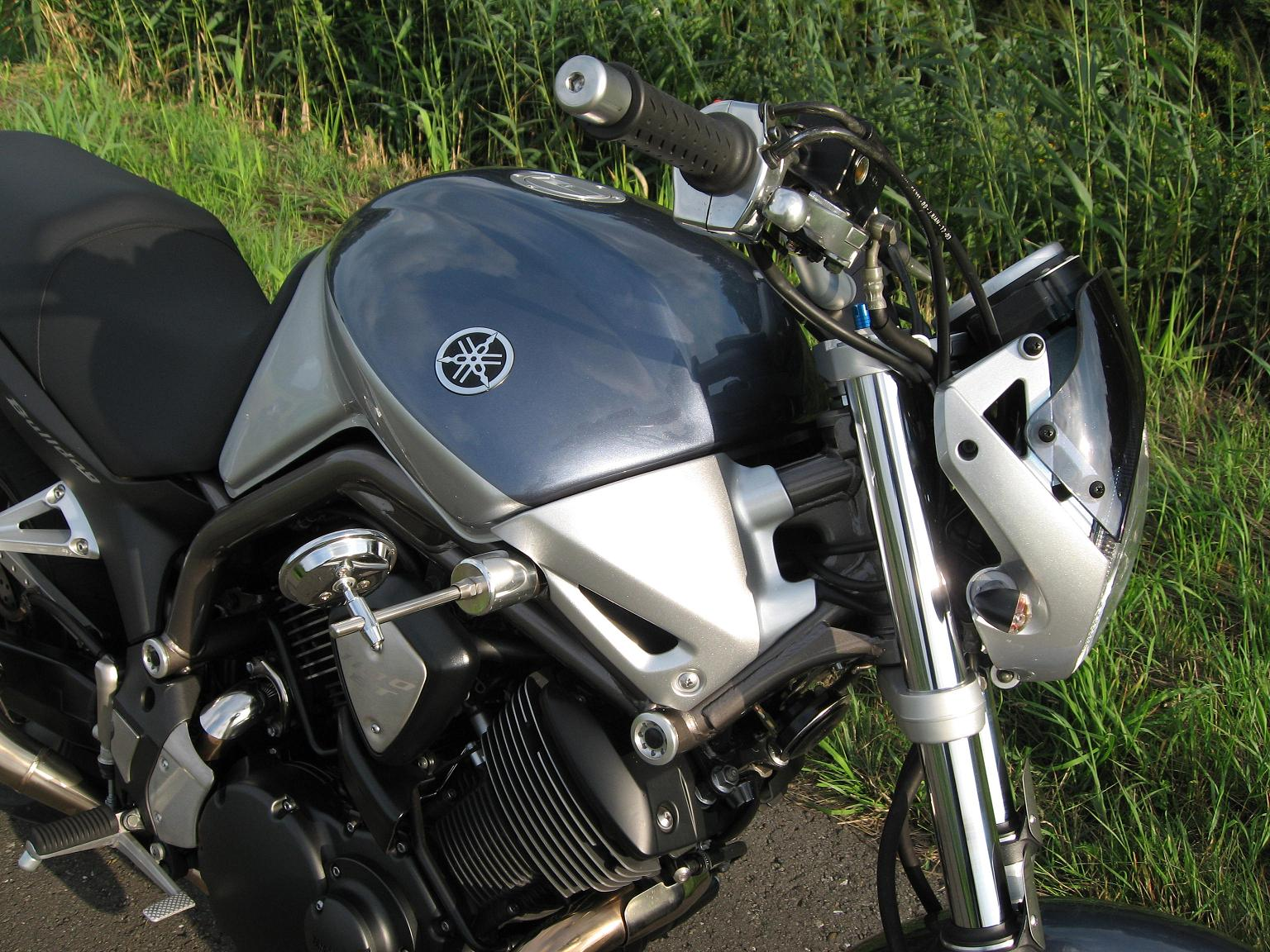
Bulldog met achteruitkijkspiegels op de valblokken

De Yamaha BT1100 Bulldog is een motorfiets van Yamaha.
De Yamaha BT1100 Bulldog kwam einde 2001 op de markt, het ontwerp ervan spruit voort uit het studiemodel de 'Mastino Napoletano' ook een naam van een hondenras trouwens, de motor werd gebouwd in de Italiaanse Yamaha fabriek in Bologna. In 2005 kreeg de Bulldog een facelift, de belangrijkste wijzigingen waren een andere tellerpartij, andere zijdeksels die ervoor moeten zorgen dat de achterste cilinder beter gekoeld wordt, een matzwart gelakt frame en wielen, en een alu stuur.
De Bulldog is een naked bike met lichte chopperneigingen, hij heeft een eerder stoer uiterlijk en ziet er met enkele lichte modificaties best wel agressief uit, de originele Yamaha V-style accessoires zijn geliefde items van menig Bulldogeigenaar om zijn of haar Bulldog te verfraaien, vooral het bredere V-style stuur met bijhorende lagere stuurklemmen zijn erg in trek. Dikwijls wordt de achterkant van de Bulldog ook ingekort en worden er kleinere richtingaanwijzers gemonteerd. De montage van een sportuitlaat behoort ook tot een geliefde wijziging van vele Bulldogeigenaars. Anderen kiezen dan weer voor een bredere 180 achterband tegenover de originele 170. Met andere woorden, gepersonaliseerde Bulldogs zijn schering en inslag.
De Bulldog wordt aangedreven door een 1.063 cc metende luchtgekoelde V-twin motor die afkomstig is uit de Yamaha DragStar, een cruisermodel van Yamaha. Voor de Bulldog gaven ze die motor een kortere gearing en enkele Pk's extra door de montage van een grotere airbox en een twee-in-twee uitlaatsysteem, 65 Pk bij 5.500 opm is het eindresultaat, het koppel bedraagt 88,2 Nm bij 4.500 opm, deze waarden worden aan het achterwiel doorgegeven door een cardanaandrijving. Niet echt spectaculaire cijfers, zeker niet met een drooggewicht van 230 kg. Toch blijkt deze Bulldog een verrassend lichtsturende fiets te zijn die vlot meekan dankzij de mooie vlakke koppelkromme die al in lage toeren sterk aanwezig is. Wie toch niet tevreden is met het originele vermogen kan altijd opteren voor een 'vermogenkit'. Er bestaan verschillende vermogenkitjes, de meest gebruikte bestaat uit een combinatie van een set open uitlaten, andere sproeiers in de carburators, een verwijdering van de restrictors erin en een andere inlaat (die van de Yamaha TDM meer bepaald). Deze eenvoudige aanpassingen zorgen toch al snel voor een vermogenstoename van ongeveer 6 à 7 Pk.
De Yamaha Bulldog heeft niet de verwachte verkoopsaantallen kunnen halen. De voornaamste oorzaak van de tegenvallende verkoop is dat het stoere uiterlijk van de motor niet overeenstemt met het toch eerder beperkte vermogen van de motor. Als Yamaha er een blok had ingestoken dat pakweg een 30 Pk extra aan vermogen had uitgebraakt, dan had het zeker anders gelopen met de carrière van de Bulldog. 
Het oerdegelijke en betrouwbare motorblok in combinatie met de cardanaandrijving maken dan weer wel veel goed. Ook voldoet hij niet meer aan de steeds strenger wordende emissienormen. De productie van de Bulldog werd stilgelegd in 2005.

## Technische gegevens

### Motor
- Type:  tweecilinder in V met enkele bovenliggende nokkenas, blokhoek van 75°.
- Koeling:  lucht.
- Distributie:  2 kleppen per cilinder.
- Smering:  droog carter met apart oliereservoir.
- Boring X slag:  95 x 75 mm.
- Voeding:  carburator 2X37 mm Mikuni.
- Compressie:  8,3 :1.
- Maximum koppel:  88,2 Nm @ 4.500 o.p.m
- Maximumvermogen:  65 pk @ 5.500 o.p.m
- Cilinderinhoud:  1.063 cc.
- Eindoverbrenging:  cardan.
- Koppeling  natte meerplaatskoppeling.
- Versnellingsbak:  5 verhoudingen

### Rijwielgedeelte
- Frame:  stalen buizenframe.
- Ophanging vooraan:  traditionele voorvork, veerweg 130 mm, veervoorspanning instelbaar.
- Ophanging achter:  monocross veerelement, veerweg 113 mm, veervoorspanning instelbaar.
- Voorrem:  dubbele remschijf 298 mm diameter met vierzuigerremklauwen.
- Achterrem:   enkele remschijf 282 mm met tweezuigerremschijf.
- Voorband:  120/70 ZR 17.
- Achterband:  170/60 ZR 17.

### Maten en gewichten
- Lengte:  2.200 mm.
- Breedte:  800 mm.
- Hoogte:  1.140 mm.
- Zadelhoogte:  812 mm.
- Wielbasis:  1.530 mm.
- Grondspeling:  168 mm
- Gewicht:  230 kg (droog).
- Tankinhoud:  20 liter.
- Balhoofdhoek: 65°